# Municipio de Lincoln (condado de Marshall, Minnesota)
El municipio de Lincoln (en inglés: Lincoln Township) es un municipio ubicado en el condado de Marshall en el estado estadounidense de Minnesota. En el año 2010 tenía una población de 117 habitantes y una densidad poblacional de 1,27 personas por km².

## Geografía
El municipio de Lincoln se encuentra ubicado en las coordenadas 48°30′2″N 96°27′11″O / 48.50056, -96.45306. Según la Oficina del Censo de los Estados Unidos, el municipio tiene una superficie total de 92.09 km², de la cual 92,09 km² corresponden a tierra firme y (0 %) 0 km² es agua.

## Demografía
Según el censo de 2010, había 117 personas residiendo en el municipio de Lincoln. La densidad de población era de 1,27 hab./km². De los 117 habitantes, el municipio de Lincoln estaba compuesto por el 93,16 % blancos, el 2,56 % eran amerindios y el 4,27 % eran de una mezcla de razas. Del total de la población el 3,42 % eran hispanos o latinos de cualquier raza.